# هتل بین‌المللی لاله
هتل لاله تهران (هتل اینترکنتیننتال پیشین) یکی از بزرگترین هتل‌های بین‌المللی چهار ستارهٔ ایران و در مرکز تهران است.
هتل لاله در محله امیرآباد، خیابان دکتر فاطمی نبش خیابان لس آنجلس قرار دارد.
این هتل ۱۳ طبقه که ۳۸۰ اتاق دارد، در زمینی به مساحت ۱۶ هزار مترمربع ساخته شده و به خاطر موقعیت جغرافیایی ویژه خود در مرکز شهر از جمله بهترین هتل‌های پنج ستاره پایتخت است.

## تاریخچه
هتل لاله پیش از انقلاب هتل «اینترکنتیننتال» نامیده می‌شد که زیرمجموعه گروه هتل‌های اینترکنتیننتال قرار داشت. شرکت هتل‌های اینترکنتیننتال در سال ۱۹۴۶ , بوسیله شرکت هواپیمایی بین‌المللی پان امریکن تشکیل شد. این هتل یکی از ده‌ها هتلی بود که از سال ۱۹۴۶ به این سو به وسیله شرکت هواپیمایی پان امریکن تأسیس شد تا از راه افزودن مسافر به کشورهای آمریکای جنوبی، کمکی برای تقویت اقتصاد این کشورها باشد. در جریان این پروژه در مجموع حدود ۲۰۰ هتل در پنج قاره جهان ساخته شد که هتل تهران یکی از آن‌ها بود. ساخت هتل از اواخر دهه چهل آغاز و در سال ۱۳۵۰ به مناسبت جشن های ۲۵۰۰ ساله شاهنشاهی افتتاح شد. مراسم افتتاح روز ۲۹ مهر ۱۳۵۰ با حضور امیرعباس هویدا، نخست وزیر برگزار شد. هزینه ساخت هتل ۸۸ میلیون تومان اعلام شد. سهامداران هتل عبارت بودند از سازمان جلب سیاحان(۴۸ درصد)، موسسه اینترکنتیننتال (۲۵ درصد)، پرنس صدرالدین آقاخان (۲۵ درصد)و بانک توسعه صنعتی معدنی (۲ درصد).
پس از انقلاب ایران، شعبه تهران سهم خود را از شرکت هتل‌های اینترکنتیننتال خرید و از آن زمان بنام «هتل بین‌المللی لاله» شناخته شد.